# Nagisa no Cassette VOL.3
『Nagisa no Cassette VOL.3』（なぎさのカセット・ヴォリューム・スリー）は、渚のオールスターズ3枚目のスタジオ・アルバム。1989年7月21日にCBS/SONY RECORDSから発売された。

## 内容
前作『Nagisa no Cassette VOL.2』から1年1か月ぶりとなる3作目にして最後のオリジナル・アルバム。
アルバムのCDのレーベル面、帯、背文字部分では「渚のカセット VOL.3」と表記されているが、実際のジャケットでは「Nagisa no Cassette vol.3」と表記されている。
前作に参加していたかまやつひろしが離脱し、新たに吉川忠英、斎藤ノブ、江川ほーじん、近藤房之助、坪倉唯子、増崎孝司の6人が加入、前田亘輝以外のTUBEメンバーを除く楽曲別の参加で行った。
全11曲中、「HOT NIGHT」は織田哲郎、「REMEMBER ME」はTUBEのセルフカバーである。
本作と同じ日にアルバムから「DAY IN VACATION」がシングル・カットされ、カップリングにはアルバムには収録されていない「A THOUSAND STARS」が収められた。

## 収録曲
- CDブックレットに記載されたクレジットを参照[3]。

| #  | タイトル                      | 作詞           | 作曲       | 編曲               | ボーカル                                       | 時間 |
| -- | ----------------------------- | -------------- | ---------- | ------------------ | ---------------------------------------------- | ---- |
| 1. | 「DAY IN VACATION」           | 亜蘭知子       | 織田哲郎   | 織田哲郎           | 前田亘輝 織田哲郎 栗林誠一郎 亜蘭知子 伊藤一義 | 3:52 |
| 2. | 「HOT NIGHT」(原曲：織田哲郎) | 織田哲郎       | 織田哲郎   | 織田哲郎           | 織田哲郎 前田亘輝                              | 5:21 |
| 3. | 「夏に有頂天」                | 亜蘭知子       | 春畑道哉   | 春畑道哉 明石昌夫  | 亜蘭知子 栗林誠一郎                            | 4:12 |
| 4. | 「THE LAST TO KNOW」          | Linda Hennlick | 前田亘輝   | 渚のオールスターズ | 近藤房之助 坪倉唯子 前田亘輝                   | 5:13 |
| 5. | 「なんとなく…」               | 亜蘭知子       | 栗林誠一郎 | 明石昌夫           | 栗林誠一郎                                     | 4:38 |
| 6. | 「風のNORTH SHORE」           | 松本玲二       | 増崎孝司   | 斉藤ノヴ           | 増崎孝司 前田亘輝 坪倉唯子                     | 5:55 |

| #         | タイトル                                              | 作詞             | 作曲       | 編曲               | ボーカル                                                        | 時間  |
| --------- | ----------------------------------------------------- | ---------------- | ---------- | ------------------ | --------------------------------------------------------------- | ----- |
| 7.        | 「SUMMER DREAMER」                                    | 伊藤"リンダ"一義 | 春畑道哉   | 春畑道哉           | 伊藤一義 前田亘輝                                               | 3:38  |
| 8.        | 「REMEMBER ME」(原曲：TUBE／英語詞：Brian P. Haverty) | 前田亘輝         | 栗林誠一郎 | 明石昌夫           | 栗林誠一郎 近藤房之助 坪倉唯子                                  | 5:21  |
| 9.        | 「FOR YOU, FOR ME」                                   | 前田亘輝         | 前田亘輝   | 前田亘輝           | 前田亘輝 イッキ隊（春畑道哉・角野秀行・松本玲二・スタッフ一同） | 5:03  |
| 10.       | 「CALIFORNIA BABE」                                   | 前田亘輝         | 角野秀行   | 和泉一弥           | 角野秀行 前田亘輝 栗林誠一郎 伊藤一義                           | 3:56  |
| 11.       | 「MOONLIGHT RHAPSODY」                                | 前田亘輝         | 春畑道哉   | 渚のオールスターズ | 前田亘輝 坪倉唯子                                               | 4:33  |
| 合計時間: | 合計時間:                                             | 合計時間:        | 合計時間:  | 合計時間:          | 合計時間:                                                       | 51:44 |

## スタッフ・クレジット
- CDブックレットに記載されたクレジットを参照[4]。

### 参加ミュージシャン
- TUBE
  - 前田亘輝 - ボーカル(#1, 2, 4, 6, 7, 9, 10, 11)
  - 春畑道哉 - ギター(#ALL)、コーラス(#9)
  - 角野秀行 - ベース(#1 - 8, 10, 11)、コーラス(#9)、ボーカル(#10)
  - 松本玲二 - ドラム(#ALL)、コーラス(#9)
- 亜蘭知子 - ボーカル(#1, 3)
- 伊藤一義 - ボーカル(#1, 7, 10)
- 織田哲郎 - ボーカル(#1, 2)
- 栗林誠一郎 - ボーカル(#1, 3, 5, 8, 10)
- 近藤房之助 - ボーカル(#4, 8)
- 坪倉唯子 - ボーカル(#4, 6, 11)、コーラス(#8)
- 増崎孝司 - ボーカル(#6)
- 吉川忠英 - ギター、ウクレレ(#6)
- 斉藤ノヴ - パーカッション(#6)
- 江川ほーじん - ベース(#9)
- 和泉一弥 - キーボード(#10)

### 録音スタッフ
- 前田亘輝 - サウンド・プロデューサー
- 長戸大幸 – プロデューサー
- 小松久 – ディレクター
- 寺尾広 – ディレクター
- 野村昌之 – レコーディング・エンジニア
- 井之上達郎 – アシスタント・エンジニア
- スタジオバードマン・ミキシング・チーム – レコーディング・エンジニア

### 美術スタッフ
- 仁張明男 – アート・ディレクション
- 橋本尚美 – デザイン
- 山内順仁 – 写真撮影
- DEVICE – スタイリスト

### その他スタッフ
- Peavey Electronics（英語版） – サンクス
- ヴァレー・アーツ – サンクス
- カシオ計算機 – サンクス
- フェルナンデス – サンクス
- オベーション – サンクス
- プロマーク（英語版） – サンクス
- コルグ – サンクス
- ヤマハR&D – サンクス
- 中島正雄 – スペシャル・サンクス
- 大堀薫 – スペシャル・サンクス
- 小野塚晃 – スペシャル・サンクス
- 上村寛 – スペシャル・サンクス
- 渡部良（ホワイトミュージック） – スペシャル・サンクス
- つだとしただ（ホワイトミュージック） – スペシャル・サンクス
- KEN NAKAMURA - スペシャル・サンクス
- 橋爪健康 – エグゼクティブ・プロデューサー
- 菅原潤一 – エグゼクティブ・プロデューサー

## リリース日一覧
| No. | リリース日    | レーベル    | 規格 | カタログ番号 |
| --- | ------------- | ----------- | ---- | ------------ |
| 1   | 1989年7月21日 | CBS・ソニー | CD   | 32DH-5284    |
| 2   | 1989年7月21日 | CBS・ソニー | CT   | 28KH-5284    |